# アート・オフィシャル・エイジ
アート・オフィシャル・エイジはアメリカのミュージシャンであるプリンスの34枚目のスタジオアルバム。2014年10月1日に、プリンスの別名義のバンドである3rd Eye Girlのアルバム『プレクトラムエレクトラム』と同時に発売。

## 概要
このアルバムは、プリンスの古巣ワーナー・ブラザース・レコードの下で、プリンスのレーベルであるNPGレコードがリリースする形をとっている。このような関係をワーナーとNPGレコードが結ぶのは、1995年のアルバム『ゴールド・エクスペリエンス』以来であり、なおかつ、プリンスがワーナーから新規にスタジオアルバムを発売するのもこの時以来のことである。なお、プリンスはこのアルバムと同日に3rd Eye Girl名義で『プレクトラムエレクトラム』を発表している。　なお、このアルバムと上記の『プレクトラムエレクトラム』は、プリンスのオリジナルアルバムとしては2007年の『プラネット・アース』以来の日本盤がワーナーミュージック・ジャパンより発売される。

## キャンペーン
このアルバムと『プレクトラムエレクトラム』で、プリンスとしては初めてYouTube上での作品の発表・広告などのキャンペーンを行っている。
また、発売日の10月1日(現地時間)にプリンス自身が、彼のスタジオであるペイズリーパークでリリース記念のミニライブを行い、その様子はYahoo Screenを介して世界中にライブ中継された。。

## トラックリスト
| 全作詞・作曲: Prince。 |                        |        |            |      |
| #                      | タイトル               | 作詞   | 作曲・編曲 | 時間 |
| 1.                     | 「Art Official Cage」  | Prince | Prince     | 3:41 |
| 2.                     | 「Clouds」             | Prince | Prince     | 4:34 |
| 3.                     | 「Breakdown」          | Prince | Prince     | 4:04 |
| 4.                     | 「The Gold Standard」  | Prince | Prince     | 5:53 |
| 5.                     | 「U Know」             | Prince | Prince     | 3:56 |
| 6.                     | 「Breakfast Can Wait」 | Prince | Prince     | 3:54 |
| 7.                     | 「This Could B Us」    | Prince | Prince     | 5:12 |
| 8.                     | 「What It Feels Like」 | Prince | Prince     | 3:53 |
| 9.                     | 「affirmation I & II」 | Prince | Prince     | 0:40 |
| 10.                    | 「Way Back Home」      | Prince | Prince     | 3:05 |
| 11.                    | 「Funknroll」          | Prince | Prince     | 4:08 |
| 12.                    | 「Time」               | Prince | Prince     | 6:49 |
| 13.                    | 「affirmation III」    | Prince | Prince     | 3:27 |

## チャート
| チャート (2014)                        | Peak position |
| -------------------------------------- | ------------- |
| オーストラリア (ARIA)                  | 15            |
| ベルギー (Ultratop Flanders)           | 11            |
| ベルギー (Ultratop Wallonia)           | 26            |
| カナダ (Billboard)                     | 21            |
| オランダ (MegaCharts)                  | 4             |
| フィンランド (Suomen virallinen lista) | 20            |
| ハンガリー (MAHASZ)                    | 3             |
| Italian Albums (FIMI)                  | 9             |
| Japan BillboardJapan200                | 16            |
| Japan (オリコン アルバムチャート)      | 6             |
| Japan (オリコン 洋楽アルバムチャート)  | 1             |
| ニュージーランド (RMNZ)                | 17            |
| スコットランド (OCC)                   | 9             |
| スウェーデン (Sverigetopplistan)       | 9             |
| UK アルバムズ (OCC)                    | 8             |
| US Billboard 200                       | 5             |
| US Top R&B/Hip-Hop Albums (Billboard)  | 1             |